# Związek Piłsudczyków RP Towarzystwo Pamięci Józefa Piłsudskiego
Związek Piłsudczyków RP Towarzystwo Pamięci Józefa Piłsudskiego – polskie stowarzyszenie odwołujące się bezpośrednio do tradycji myśli i czynu zbrojnego Józefa Piłsudskiego, która zrzesza potomków legionistów marszałka Piłsudskiego i osoby identyfikujące się z jego filozofią życia i działania.
Głównym celem działalności członków Związku jest krzewienie wiedzy o życiu i dokonaniach Marszałka Józefa Piłsudskiego.

## Deklaracja programowa
W deklaracji programowej statutu  Związku Piłsudczyków RP Towarzystwo Pamięci Józefa Piłsudskiego jest napisane:
Jesteśmy Piłsudczykami. Łączy nas miłość do Człowieka, który wbrew wszystkiemu i wszystkim budował w ludziach wiarę w przyszłą Niepodległą i do tej niepodległości Naród doprowadził.
Jesteśmy Piłsudczykami. Chcemy, aby postać i dzieło Komendanta wrastały w narodową pamięć, aby stały się wzorem i drogowskazem dla pokoleń Polaków.
Jesteśmy Piłsudczykami. Dążymy do tego, aby w warunkach tworzenia nowego ładu i transformacji ustrojowej w Polsce, myśl państwowa Józefa Piłsudskiego miała istotny wpływ na działalność władz elit politycznych.
Jesteśmy Piłsudczykami. Tak jak On dążymy do państwa prawa i demokracji, z silną władzą wykonawczą wykluczającą anarchię.

## Historia
Według informacji własnych, związek założony został 13 września 1988 w miejscowości Różan na Mazowszu z inicjatywy działaczy niepodległościowych, intelektualistów i aktorów, ludzi nauki, kultury i sztuki, kombatantów i żołnierzy. 10 grudnia 1988 r. odbył się I Walny Zjazd, na którym wybrano władze stowarzyszenia. Uchwałą Zarządu Głównego Związku Piłsudczyków RP  z 23 września 1989 r. powołano redakcję organu prasowego Stowarzyszenia ”Piłsudczyk”, który początkowo wydany był w formie biuletynu, a od 1994 r. przyjął formę kwartalnika społeczno-historycznego, redaktorem naczelnym organu prasowego Związku jest gen. dyw. ZP Wiesław Leszek Ząbek. Do końca 2020 r. wydano 80 numerów pisma.

## Działalność
Z inicjatywy oddziałów i kół Związku powstało szereg innych pomników Marszałka m.in.: w Głowaczowie (02.11.1989 r .), w Parczewie (08.11.1992 r.),  w Janowie (30.05.1994 r.), w Konstantynowie (11.11.1994 r.), w Opatowcu (25.12.1994 r.), w Bychawie (28.05.1995 r.), w Wołominie (13.08.1995 r.), w Częstochowie (11.11.1997 r. ), w Mławie (08.11.1998 r. ), w Bielsku Podlaskim (19.09.1999 r.), Szczecinie (19.03.2000 r.), w Gdyni (10.11.2013 r.). Odrestaurowano pomniki Marszałka m.in. w Warszawie i Rozewiu, odsłonięto kilkadziesiąt obelisków i tablic epitafijnych w wielu regionach Polski.
Związek zainspirował szereg szkół podstawowych i ponadpodstawowych, aby przyjęły imię Józefa Piłsudskiego m.in.: Szkoła Podstawowa w Rogóżu, Szkoła Podstawowa nr 3 w Wołominie, IX Liceum Ogólnokształcące w Gdyni, Szkoła Powszechna w Chorzelach czy Szkoła w Janowie. W okręgach i oddziałach w szerokim zakresie podejmowana jest działalność redakcyjno-edytorska, organizowane są konkursy, wystawy i sesje popularno-naukowe poświęcone Marszałkowi J. Piłsudskiemu. Związek wspiera Polaków na Litwie, organizując akcje wsparcia i transporty pomocy do polskich szkół (oddział w Olsztynie i Okręg w Gdyni).

## Struktura i Władze
Związek Piłsudczyków Rzeczypospolitej Polskiej posiada okręgi i oddziały w następujących miastach: Warszawa, Szczecin, Gdynia, Gdańsk, Olsztyn, Koszalin, Białystok, Kraków, Łódź, Radom, Wrocław, Częstochowa, Ciechanów, Tomaszów Lubelski, Kalisz, Kraśnik, Mława, Pułtusk, Przasnysz, Nidzica, Wyszków, Ostrów Mazowiecka, Bemowo Piskie, Syców, Szczuczyn, Biała Podlaska, Rozewie, Kosakowo, Olecko, Świdnik, Lidzbark Warmiński, Sejny, Rozewie, Głowaczów, Nowe Warpno, Kartuzy, Suwałki, Kolno, Harta], Wiżajny, Wiedeń (Austria).
Związek Piłsudczyków Rzeczypospolitej Polskiej posiada własny sztandar i odznakę z wizerunkiem marszałka J. Piłsudskiego, którego uroczyste poświęcenie odbyło się 10 marca 2012 w katedrze polowej WP, z udziałem córki marszałka p. Jadwigi Piłsudskiej-Jaraczewskiej.
Związek posiada tradycje nadawania członkom stopni związkowych, których nazwy odpowiadają nazwom stopni wojskowych stosowanych w Wojsku Polskim okresu II RP.
Związkiem kieruje Prezydium Zarządu Krajowego, którego skład wybrany na kadencję 2024–2028 przedstawia się następująco: 
- prezes – gen. ZP Stanisław Władysław Śliwa
- wiceprezes – gen. dyw. ZP Jarosław Szymon Bierecki
- wiceprezes – gen bryg. ZP Józef Melak
- sekretarz – płk. ZP Mariusz Przybyszewski
- skarbnik – gen. dyw. ZP Wita Ludwichowska-Pawłowska
- Zarząd Krajowy liczy 17 osób[6]